# Coppa dell'Europa Centrale 1931
La Coppa dell'Europa Centrale 1931 fu la quinta edizione della Coppa dell'Europa Centrale e venne vinta dagli Austriaci del First Vienna FC, al primo titolo. Capocannoniere con 7 gol fu Heinrich Hiltl del Wiener AC.
La formula fu invariata rispetto a quella dell'annata precedente, con la partecipazione di due squadre cadauno provenienti da Austria, Cecoslovacchia, Ungheria e Italia.
L'Austria riserva un posto per i vincitori della Coppa Nazionale.

## Partecipanti
| Nazione                   | Squadra                         | Campionato                                                                | Note                            |
| ------------------------- | ------------------------------- | ------------------------------------------------------------------------- | ------------------------------- |
| Austria (bandiera)        | First Vienna FC Wiener AC       | Campione d'Austria 1930-31 Vincitrice Coppa d'Austria 1930-31             | 7º campionato d'Austria 1930-31 |
| Cecoslovacchia (bandiera) | SK Slavia Praha AC Sparta Praha | Campione di Cecoslovacchia 1930-31 Vicecampione di Cecoslovacchia 1930-31 |                                 |
| Ungheria (bandiera)       | Hungária FC Bocskai SC          | Vicecampione d'Ungheria 1930-31 4º campionato d'Ungheria 1930-31          |                                 |
| Italia (bandiera)         | Juventus FC AS Roma             | Campione d'Italia 1930-31 Vicecampione d'Italia 1930-31                   |                                 |

## Torneo

### Quarti di finale
| Squadra 1       | Totale | Squadra 2       | Andata | Ritorno |
| --------------- | ------ | --------------- | ------ | ------- |
| First Vienna FC | 7 - 0  | Bocskai SC      | 3 - 0  | 4 - 0   |
| SK Slavia Praha | 2 - 3  | AS Roma         | 1 - 1  | 1 - 2   |
| Wiener AC       | 6 - 4  | Hungária FC     | 5 - 1  | 1 - 3   |
| Juventus FC     | 2 - 2  | AC Sparta Praha | 2 - 1  | 0 - 1   |

#### Andata
| Arbitro: | Augustin Krist |

|                               |           |  |
| Gschweidl 8’, 40’ Hofmann 64’ | Marcatori |  |

| Arbitro: | René Mercet |

|           |           |          |
| Novak 30’ | Marcatori | 13’ Volk |

| Arbitro: | Adolf Miesz |

|                           |           |            |
| Cesarini 39’ Munerati 88’ | Marcatori | 60’ Braine |

| Arbitro: | Augustin Krist |

|             |           |                                         |
| Baratky 90’ | Marcatori | 51’, 85’ Hiltl 61’, 69’ Hanke 66’ Huber |

#### Ritorno
| Arbitro: | Augustin Krist |

|  |           |                                        |
|  | Marcatori | 20’ Tögel 49’ Adelbrecht 64’, 86’ Erdl |

| Arbitro: | René Mercet |

|                         |           |         |
| Costantino 41’ Volk 47’ | Marcatori | 15’ Puc |

| Arbitro: | Adolf Miesz |

|           |           |  |
| Haftl 61’ | Marcatori |  |

| Arbitro: | Augustin Krist |

|           |           |                              |
| Hanke 81’ | Marcatori | 2’ Cseh 4’ Kalmár 47’ Titkos |

#### Spareggio
| Arbitro: | Paul Ruoff |

|                                   |           |                      |
| Podrazil 26’ Braine 59’ Silny 70’ | Marcatori | 24’ Orsi 90’ Ferrari |

### Semifinali
| Squadra 1       | Totale | Squadra 2 | Andata | Ritorno |
| --------------- | ------ | --------- | ------ | ------- |
| First Vienna FC | 6 - 3  | AS Roma   | 3 - 2  | 3 - 1   |
| AC Sparta Praha | 6 - 6  | Wiener AC | 3 - 2  | 3 - 4   |

#### Andata
| Arbitro: | John Langenus |

|                              |           |                            |
| Hiltl 45’ Kubesch 74’ (rig.) | Marcatori | 20’ Haftl 70’, 85’ Nejedly |

| Arbitro: | René Mercet |

|                   |           |                                  |
| Fasanelli 3’, 55’ | Marcatori | 34’ Marad 36’ Blum 51’ Gschweidl |

#### Ritorno
| Arbitro: | John Langenus |

|                                 |           |                               |
| Nejedly 59’ Haftl 61’ Silny 65’ | Marcatori | 29’ Sesta 50’, 54’, 87’ Hiltl |

| Arbitro: | René Mercet |

|                               |           |          |
| Marad 9’, 29’ Blum 25’ (rig.) | Marcatori | 60’ Volk |

#### Spareggio
| Arbitro: | Albino Carraro |

|  |           |                     |
|  | Marcatori | 38’ Cisar 49’ Hanke |

### Finale
Gare giocate l'8 e 12 novembre
| Squadra 1       | Totale | Squadra 2 | Andata | Ritorno |
| --------------- | ------ | --------- | ------ | ------- |
| First Vienna FC | 5 - 3  | Wiener AC | 3 - 2  | 2 - 1   |

#### Andata
| Arbitro: | Francesco Mattea |

|                                            |           |                     |
| 30’ Tögel 63’ Adelbrecht 87’ Becher (aut.) | Marcatori | Hanke 2’ Müller 22’ |

| First Vienna FC:  |  |                   |
|                   |  |                   |
| GK                |  | Karl Horeschovsky |
| DF                |  | Karl Rainer       |
| DF                |  | Josef Blum (c)    |
| MF                |  | Willibald Schmaus |
| MF                |  | Leopold Hofmann   |
| MF                |  | Leonhard Machu    |
| FW                |  | Anton Brosenbauer |
| FW                |  | Josef Adelbrecht  |
| FW                |  | Fritz Gschweidl   |
| FW                |  | Gustav Tögel      |
| FW                |  | Franz Erdl        |
| Allenatore:       |  |                   |
| Ferdinand Frithum |  |                   |

| Wiener AC:  |  |                 |
|             |  |                 |
| GK          |  | Rudolf Hiden    |
| DF          |  | Johann Becher   |
| DF          |  | Karl Sesta      |
| MF          |  | Georg Braun     |
| MF          |  | Ernst Löwinger  |
| MF          |  | Rudolf Kubesch  |
| FW          |  | Franz Cisar     |
| FW          |  | Heinrich Müller |
| FW          |  | Heinrich Hiltl  |
| FW          |  | Richard Hanke   |
| FW          |  | Karl Huber (c)  |
| Allenatore: |  |                 |
| Karl Geyer  |  |                 |

#### Ritorno
| Arbitro: | Rinaldo Barlassina |

|           |           |             |
| 65’ Hanke | Marcatori | Erdl 6’ 41’ |

| Wiener AC:  |  |                 |
|             |  |                 |
| GK          |  | Rudolf Hiden    |
| DF          |  | Johann Becher   |
| DF          |  | Karl Sesta      |
| MF          |  | Georg Braun     |
| MF          |  | Ernst Löwinger  |
| MF          |  | Rudolf Kubesch  |
| FW          |  | Wilhelm Cutti   |
| FW          |  | Heinrich Müller |
| FW          |  | Heinrich Hiltl  |
| FW          |  | Richard Hanke   |
| FW          |  | Karl Huber (c)  |
| Allenatore: |  |                 |
| Karl Geyer  |  |                 |

| First Vienna FC:  |  |                   |
|                   |  |                   |
| GK                |  | Karl Horeschovsky |
| DF                |  | Karl Rainer       |
| DF                |  | Josef Blum (c)    |
| MF                |  | Willibald Schmaus |
| MF                |  | Leopold Hofmann   |
| MF                |  | Leonhard Machu    |
| FW                |  | Anton Brosenbauer |
| FW                |  | Josef Adelbrecht  |
| FW                |  | Fritz Gschweidl   |
| FW                |  | Gustav Tögel      |
| FW                |  | Franz Erdl        |
| Allenatore:       |  |                   |
| Ferdinand Frithum |  |                   |

## Classifica marcatori
|  | Gol | Marcatore           | Squadra         |
|  | --- | ------------------- | --------------- |
|  | 7   | Heinrich Hiltl      | Wiener AC       |
|  | 5   | Richard Hanke       | Wiener AC       |
|  | 4   | Franz Erdl          | First Vienna FC |
|  | 4   | Oldřich Nejedlý     | AC Sparta Praha |
|  | 3   | Leopold Marat       | First Vienna FC |
|  | 3   | Rodolfo Volk        | AS Roma         |
|  | 3   | Friedrich Gschweidl | First Vienna FC |
|  | 3   | Otto Haftl          | AC Sparta Praha |